# VRT 500
El VRT 500 es un proyecto de helicóptero con un rotor coaxial desarrollado por VR-Technologies (VRT), filial de Helicópteros de Rusia. 

## Desarrollo
Anunciado en marzo de 2007, se presentó una maqueta en el Salón Internacional de la Aviación y el Espacio (MAKS) de Moscú en 2017. Se desconoce para cuándo saldrá la producción en serie.
En agosto de 2019, la empresa malaya Ludev Aviation encargó cinco unidades. En noviembre de 2019, en el Salón Aeronáutico de Dubái (Abu Dabi), la sociedad holding Tawazun anunció que adquiriría el 50% de VR-Technologies en el primer trimestre de 2020, mientras que la compañía sueca Rotorcraft Nordic AB anunciaba un pedido de 10 helicópteros.
El modelo se construirá en Italia, cerca de Roma. La inversión total se estima en €400 millones de euros. Se baraja llevar una línea de producción a Emiratos Árabes Unidos.El avión monomotor tiene dos rotores coaxiales de tres palas. El motor más probable es el Safran Turbomeca Arrius.

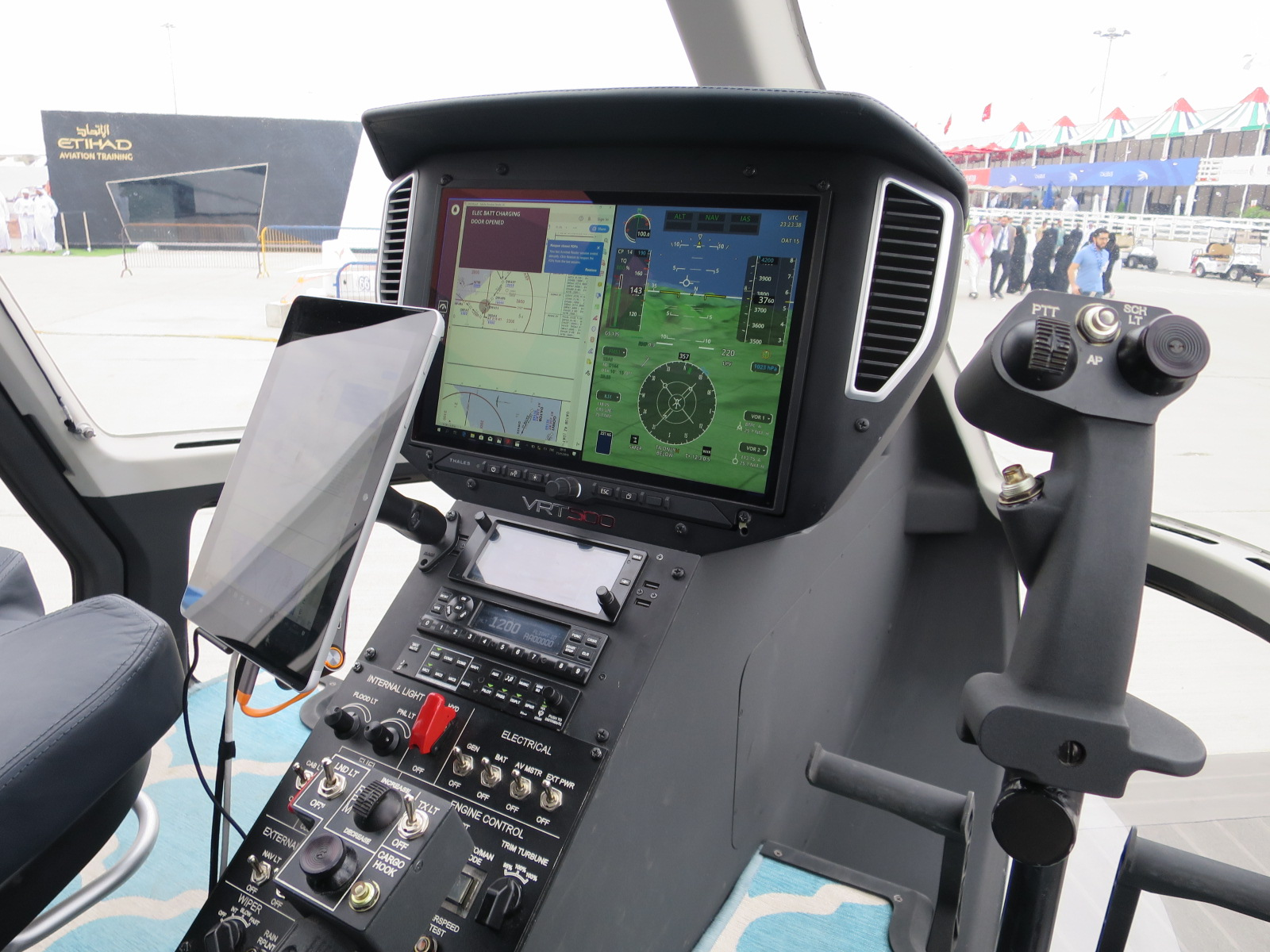
Maqueta de la cabina del VRT 500, presentada en el Dubai Air Show 2019

### Configuraciones
El VRT 500 puede tener múltiples configuraciones, además de la línea principal.

## Especificaciones
Fuente: Aviation International News
- Capacidad : seis pasajeros

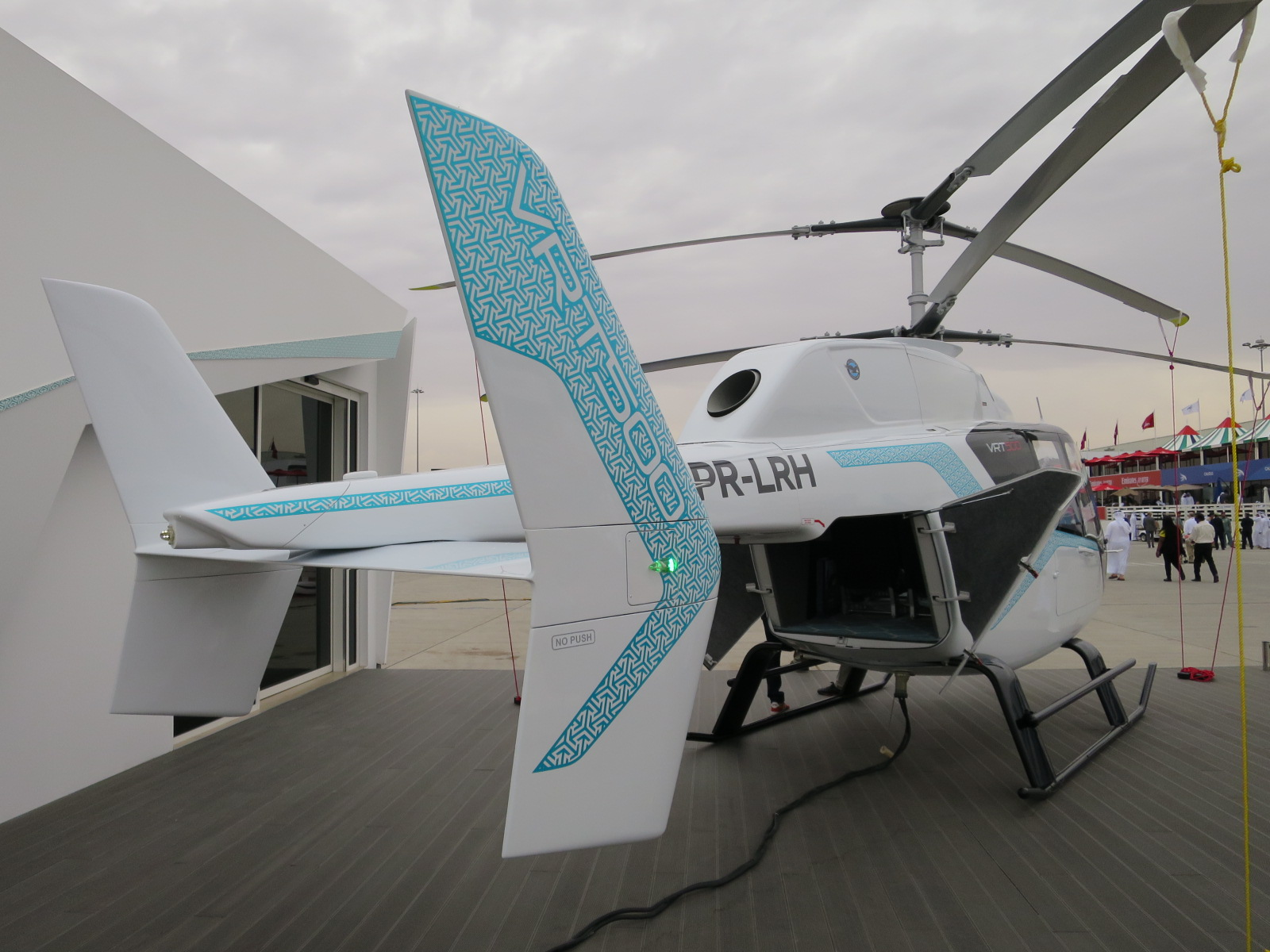
Maqueta de la vista trasera del VRT 500 en el Dubai Air Show 2019

- Carga útil : 730 kilogramos (1.610 lb)
- Peso máximo de despegue : 1,600 kilogramos (3.527 lb)
- Crucero : 230 kilómetros por hora (124 kn)
- Velocidad Máxima : 250 km / h (135 kn)[2]
- Techo de servicio : 6,100 m (20.000 ft)
- Alcance: 860 km(460 millas náuticas)[2]
- Ancho: 8,09 m (26 pies ) sobre las vainas del motor
- Altura: 3,77 m (9,8 pies)

### Configuración similar
- Kamov Ka-26, coaxial, de tres palas con motores de dos pistones con cabina de misión intercambiable
- Kamov Ka-126, desarrollo de un solo motor
- Kamov Ka-226 desarrollo de motores gemelos

### Competencia
- Bell 505
- Robinson R66